# Маслов, Павел Григорьевич
Павел Григорьевич Маслов (1879 — после 1928) — сельский учитель, агроном, эсер, член Всероссийского учредительного собрания.

## Биография
Родился в крестьянской семье в селе Ожгибовки Больше-Андосовской волости Сергачского уезда Нижегородской губернии.  Рано осиротел, оставшись без отца. Не имея возможности содержать семью, мать, как только Павел окончил начальную школу, отдала его учиться сапожному делу. Но при помощи старшего брата Павел сумел бросить ремесло и поступить в сельскохозяйственную школу. Окончив её, поступил на педагогические курсы. С 1902 по 1904 год служил учителем в селе Большом Козине Балахинского уезда Нижегородской губернии.  
В 1905 году был арестован за то, что вступил в партию социалистов-революционеров и вёл революционную пропаганду среди крестьян и рабочих.  Сослан в административном порядке в Нарымский край. По запросу учительской организации и приговору общества села Большого Козина дело пересмотрели и время ссылки сократили до одного года.  Вернувшись из Сибири, поступил на Санкт-Петербургские сельскохозяйственные курсы. Окончив их, начиная с 1912 года, служил помощником уездного агронома в Новоузенском уезде Самарской губернии. После выяснении былой деятельности П. Г. Маслова Самарский губернатор Н. В. Протасьев в должности агронома его не утвердил, понадобилось  повторное представление председателя Уездной Управы Ободовского и его поручительство, только после этого Маслов был утверждён в должности. Позднее, начиная с 1914 года, служил Уездным агрономом Ставропольского уезда. 
В 1917 председатель Ставропольской уездной земельной управы, заместитель председателя уездного  Уездного Исполнительного Комитета Народной Власти. Третий Крестьянский съезд избрал Маслова почётным членом Губернского Совета Крестьянских Депутатов.
В ноябре 1917 года избран во Всероссийское учредительное собрание в  Самарском избирательном округе по списку № 3 (эсеры и Совет Крестьянских Депутатов). Участник единственного заседания 5 января. В 1918 году состоял Комитете членов Учредительного собрания. Участвовал в Уфимском совещании. 
В советские годы работал агрономом. 
4 мая 1928 года арестован.  В момент ареста значился беспартийным, продолжал работать агрономом. 7 сентября 1928 года Особым Совещанием при Коллегии ОГПУ предъявлены обвинения  по статье 58-13.  Уголовное дело прекращено. 
Дальнейшая судьба и дата смерти неизвестны. 
Реабилитирован по закону от 18 октября 1991 года.